# Episodi di What a Mess Slump e Arale
What a mess Slump e Arale (ドクタースランプ?, Doctor Slump) è una serie TV anime di 74 episodi prodotta da Toei Animation e trasmessa su Fuji TV dal 26 novembre 1997 al 22 settembre 1999, per la regia generale di Shigeyasu Yamauchi, tratto dal manga Dr. Slump di Akira Toriyama. È il remake della prima serie animata. In Italia è andato in onda su Italia 1 dal 20 marzo 2001.

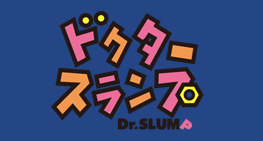
Logo originale

Tra il 14º e il 15º episodio è stato trasmesso uno speciale TV (con episodio doppio) che porta in scena per la prima volta il Dr. Mashirito in questa serie. Tra l'episodio 72 e 73 è stato trasmesso un episodio sommario che mostra tutti gli avvenimenti più salienti della serie.

## Lista episodi
Di seguito la lista degli episodi.
| Nº  | Titolo italiano Giapponese 「Kanji」 - Rōmaji | In onda           | In onda       |
| Nº  | Titolo italiano Giapponese 「Kanji」 - Rōmaji | Giapponese        | Italiano      |
| 1   | La nascita di Arale / Il primo giorno di scuola 「アラレ誕生!! / 学校へ行こう」 - Arale Tanjō!! / Gakkō he Ikō | 26 novembre 1997  | 20 marzo 2001 |
| 1   | Senbei crea Arale, una robottina antropomorfa che avrebbe dovuto essere la sua domestica cibernetica, ma a causa di un temporale si danneggia e venne fuori come una bimba che poteva avere 7 anni circa, ma Senbei la tenne così com'era e le attribuì 13 anni per farla entrare nella classe della signorina Midori, di cui lui era innamorato. Si presenta come suo fratello maggiore, anche se inizialmente l'aveva dichiarata al preside come una sua figlia illegittima. Poi si scopre che la robottina aveva una forza sovrumana e una velocità rapidissima, per cui i suoi coetanei si intimoriscono di fronte a lei, ma chiunque facesse parte di una squadra sportiva la voleva nella sua squadra, così Akane, una ragazza che più tardi diventerà amica di Arale, si propone come sua manager per guadagnare dei soldi per comprare del sakè, di cui va matta. |                   |               |
| 2   | Viaggio nel tempo / Un nuovo amico 「タイムスリッパー! / ふしぎな赤ちゃん」 - Time Slipper! / Fushigi na Aka-chan | 3 dicembre 1997   | 29 marzo 2001 |
| 2   | Senbei e Arale, con Peasuke, Akane e Taro fanno un viaggio nel passato con la macchina del tempo di Slump e portano a casa un uovo da cui esce un esserino alato, asessuato e con antenne. Midori, però, prende molto bene il fatto che Slump abbia un bambino, aveva parlato con Arale e aveva scoperto che veniva dalla preistoria. |                   |               |
| 3   | Dov'è il mio ombelico? / La grande invenzione 「アラレにないもの… / デカチビ光線銃!」 - Arale ni Nai Mono... / Dekachibi Kōsenjū! | 10 dicembre 1997  |               |
| 4   | Invasione a fumetti / L'orso 「本物マシーン / オリのクマさん」 - Honmono Machine / Ori no Kuma-san | 17 dicembre 1997  |               |
| 5   | Viva la pappa! / Voglio volare! 「給食バンザイ! / アラレ空を飛ぶ!!」 - Kyūshoku Banzai! / Arale Sora wo Tobu!! | 14 gennaio 1998   |               |
| 6   | Un terribile alieno / La Terra è in pericolo! 「恐怖のニコちゃん大王 / 地球SOS!」 - Kyōfu no Niko-chan Daiō / Chikyū SOS! | 21 gennaio 1998   |               |
| 7   | Oggetti smarriti / Il professore invisibile 「落とし物を届けよう / 透明博士」 - Otoshimono wo Todoke yō / Tōmei Hakase | 28 gennaio 1998   |               |
| 8   | Lo scherzo / Il professore è malato 「あかねのイタズラ / お使いアラレちゃん」 - Akane no Itazura / Otsukai Arale-chan | 4 febbraio 1998   |               |
| 9   | Il supereroe / La macchina delle favole 「英雄スッパマン / おとぎマシーン」 - Eiyū Suppaman / Otogi Machine | 11 febbraio 1998  |               |
| 10  | Ragazzi alla moda / Addio potenza 「てけてけチルドレン / バイバイめちゃんこパワー!!」 - Teketeke Children / Bai Bai Mechanko Power!! | 18 febbraio 1998  |               |
| 11  | L'isola delle meraviglie / L'orco cattivo 「ハロー!不思議島[ワンダーアイランド] / 大魔王ウンモー」 - Hello! Wonder Island / Daimaō Unmoo | 25 febbraio 1998  |               |
| 12  | Una brava bambina / Trasformazione! 「マジメになったアラレ / 変身!ポンポコガン」 - Majime ni Natta Arale / Henshin! Ponpokogan | 4 marzo 1998      |               |
| 13  | L'appuntamento / Lo zoo safari 「哀愁のほよよデート / わいわいワイルドランド」 - Aishū no Hoyoyo Date / Wai Wai Wild Land | 18 marzo 1998     |               |
| 14  | Allarme al villaggio / L'eroe venuto dal cielo 「ペンギン村SOS / 怪傑キンタマン」 - Penguin Mura SOS / Kaiketsu Kintaman | 18 marzo 1998     |               |
| SP  | Un robot vincente! L'apparizione del Dr. Mashirito, la nemesi / Vince il più veloce!? Penguin Grand Prix 「ロボット対決!宿敵ドクターマシリト登場 / キーンで優勝!?ペンギン・グランプリ」 - Robotto taiketsu! Shukuteki Dokutā Mashirito tōjō / Kīn de yūshō!? Pengin - Guranpuri | 1º aprile 1998    |               |
| 15  | La volpe / Occhio alla telecamera! 「アラレとドンベ / アラレ目大作戦」 - Arale to Donbe / Arale Me Daisakusen | 15 aprile 1998    |               |
| 16  | Una giornata movimentata / La macchina che legge nel pensiero 「ドキドキ健康診断 / 便利マシーン!オーチャ君」 - Dokidoki Kenkōshindan / Benri Machine! Oocha-kun | 22 aprile 1998    |               |
| 17  | Tutti in classe / Colpo di fulmine 「アラレの授業参観 / はつこいピースケ」 - Arale no Jugyō Sankan / Hatsukoi Piisuke | 29 aprile 1998    |               |
| 18  | Tutti in orbita / Il gigante e la formica 「宇宙へ行こう / 宇宙怪獣をやっつけろ!!」 - Uchū he Ikō / Uchū Kaijū wo Yattsukero!! | 6 maggio 1998     |               |
| 19  | Il migliore amico dell'uomo / Addio amico 「さよならガッちゃん! 宇宙からのたずね人」 - Sayonara Gacchan! Uchū kara no Tazune Hito | 13 maggio 1998    |               |
| 20  | Un amico venuto da lontano 「地獄のチビッコ悪魔! チビルくん」 - Jikō no Chibikko Akuma! Chibiru-kun | 20 maggio 1998    |               |
| 21  | Un nuovo compagno di scuola / Mamma che confusione! 「転校生が来たッ!! / アラレがふたり!?コピーくん」 - Tenkōsei ga Kita!! / Arale ga Futari!? Copy-kun | 27 maggio 1998    |               |
| 22  | La zanzara 「先生倒れる!! アラレのミクロ探検隊」 - Sensei Taoreru!! Arale no Micro Tankentai | 10 giugno 1998    |               |
| 23  | La pozione della giovinezza / Scatenati a due ruote 「わたしグレてやる! アラレ暴走族になる」 - Watashi Gure te Yaru! Arale Bōsōzoku ni Naru | 17 giugno 1998    |               |
| 24  | Mamma che denti! 「吸血鬼ドランパイア! 愛の献血大騒動」 - Kyūketsuki Drampire! Ai no Kenketsu Daisōdō | 24 giugno 1998    |               |
| 24  | La terribile ed infida strega vampira Drampire si risveglia, ed insieme a Frankenstein (che può diventare licantropo) vanno alla ricerca di esseri umani a cui succhiare il sangue, la prima vittima è il povero Suppaman. Drampire adocchia la casa di Arale, assieme a loro anche Re Nicochan e il suo suddito che vogliono mettere le mani sul nuovo razzo spaziale del Dr. Slump. Drumpire intrufolata in casa Norimaki, tenta di bere il sangue di Arale invanamente, e svegliandola, viene inseguita da lei e Gacchan, in quanto la bambina robot la scambia per un'orchessa e vuole giocarci. Nel trambusto Drumpire entra nel razzo e lo fa partire, così insieme a Re Nicochan si ritrovano nel suo castello. Arale e Mangi giunti anche loro "sconfiggono" tutti i seguaci di un'impaurita e spaventata Drumpire e le distruggono il castello.                  |                   |               |
| 25  | La governante / Arale dove sei? 「出た! アラレを誘かいしたアホなヤツ」 - Deta! Arale wo Yūkaishita Aho na Yatsu | 8 luglio 1998     |               |
| 26  | Viaggio nella preistoria / Il matrimonio 「ホントに本当!? 千兵衛さん結婚する」 - Honto ni Hontō!? Senbee-san Kekkon Suru | 22 luglio 1998    |               |
| 27  | Una difficile luna di miele 「結婚だ! チンコン旅行ってつおい!?」 - Kekkon da! Chinkon Ryokō tte Tsuoi!? | 29 luglio 1998    |               |
| 28  | Il bambino della giungla 「アラレよりつおいぞ! ジャングル少年のパワー」 - Arale yori Tsuoizo! Jungle Shōnen no Power | 5 agosto 1998     |               |
| 29  | Un'allegra famiglia / Il casco magico 「ガッちゃんも大変身!? コンコンヘルメット」 - Gucchan mo Taihen!? Konkon Helmet | 12 agosto 1998    |               |
| 30  | I paladini della giustizia 「アラレ危機一髪! ドクターマシリトの逆襲!!」 - Arale Kikiippatsu! Doctor Mashirito no Kyakushō!! | 19 agosto 1998    |               |
| 31  | Una famiglia venuta da lontano 「ニイハオ! 摘さん一家がやって来た」 - niihao ! san ikka ga yatteki ta | 26 agosto 1998    |               |
| 32  | Tutti in città 「驚き! スーパーセンちゃんin都会島」 - Odoroki! Supersen-chan in Tokai Shima | 2 settembre 1998  |               |
| 33  | Il lungo addio 「神様お願い!! みどり先生やめないで」 - Kamisama Onegai!! Midori-sensei Yamenaide | 9 settembre 1998  |               |
| 34  | Amici o nemici? 「最強ライバル登場でございまーす!」 - Saikyō Rival Tōjō de gozaimaasu! | 14 ottobre 1998   |               |
| 35  | Un grande amore 「究極の愛と正義…アラレ大ピンチ!」 - Kyūkyoku no Ai to Seigi... Arale Dai Pinch! | 21 ottobre 1998   |               |
| 36  | Una nuova identità 「今日からボクは愛の戦士オボッチャマン!」 - Kyō kara Boku wa Ai no Senshi Obocchaman! | 28 ottobre 1998   |               |
| 37  | Il nuovo insegnante 「アラレと新任教師・愛の頭つき合戦」 - Arale to Shinnin Kyōshi Ai no Atama Tsuki Kassen | 4 novembre 1998   |               |
| 38  | Due gocce d'acqua 「アラレにフラれたオボッチャマン!!」 - Arale to Furareta Obocchaman!! | 11 novembre 1998  |               |
| 39  | Povera Arale 「ホヨヨ! マシリトにやられちった」 - Hoyoyo! Mashirito ni Yararechitta | 18 novembre 1998  |               |
| 40  | Una giornata esplosiva 「取り扱い注意!? 高級メロン大爆発!!」 - Toriatsukaichūi!? Kōkyū Melon Daibakuhatsu | 25 novembre 1998  |               |
| 41  | Il rapimento 「空を飛んでオボッチャマンを探せ!」 - Sora wo Tonde Obocchaman wo Sagase! | 2 dicembre 1998   |               |
| 42  | Chi trova un amico trova un tesoro 「ほよ!? アラレに新しいおともだち」 - Hoyo!? Arale ni Atarashii Otomodachi | 9 dicembre 1998   |               |
| 43  | Viaggio nello spazio 「アラレちゃんニコチャン星に行く!!」 - Arale-chan Niko-chan Hoshi ni Iku!! | 16 dicembre 1998  |               |
| 44  | Come salvare un pianeta 「んちゃ砲でニコチャン星を救えっ!!」 - Ncha Hō de Niko-chan Hosh wo Sukue!! | 23 dicembre 1998  |               |
| 45  | Il cucciolo 「ほよ!? ママになったアラレちゃん」 - Hoyo!? Mama ni Natta Arale-chan | 23 dicembre 1998  |               |
| 46  | Il segreto di Arale 「ねぇ…アラレの秘密おしえちゃう」 - Nee... Arale no Himitsu Oshiechau | 13 gennaio 1999   |               |
| 47  | La principessa della giungla 「わくわくアラレと密林のバーサン」 - Wakuwaku Arale to Mitsurin no Person | 20 gennaio 1999   |               |
| 48  | Una gita in automobile 「アラレに注意! 車は急にとまれない」 - Arale ni Chūi! Kuruma wa Kyū ni Tomarenai | 27 gennaio 1999   |               |
| 49  | L'orsetto 「もうすぐ春ですね 恋をしませんか…アラレ」 - Mō sugu Haru desu ne Koi wo shimasen ka... Arale | 3 febbraio 1999   |               |
| 50  | Arale supereroe! 「アラレちゃん絶対ヒーローになる!」 - Arale-chan Zettai Hero ni Naru! | 10 febbraio 1999  |               |
| 51  | Le terme 「アラレちゃん一行…温泉旅行に行く」 - Arale-chan Ichigyō... Onsen Ryokō ni Iku | 17 febbraio 1999  |               |
| 52  | A scuola di buone maniere 「今日からアラレはすてきなレディ」 - Kyō kara Arale wa Suteki na Lady | 24 febbraio 1999  |               |
| 53  | Il covo dei pirati 「アラレちゃんとゆかいな海賊一家」 - Arale-chan to Yukai na Kaizoku Ikka | 3 marzo 1999      |               |
| 54  | Buon compleanno! 「お誕生日はアラレといっしょに竜宮城」 - Otanjōbi wa Arale to Issho ni Ryūgūjō | 10 marzo 1999     |               |
| 55  | Il raffreddore 「ハチャメチャアラレの看護婦さん」 - Hachamecha Arale no Kangofu-san | 17 marzo 1999     |               |
| 56  | Le sfere del drago 「超○秘大ザルの正体を見た」 - Choohi dai zaru no shootai o mi ta | 14 aprile 1999    |               |
| 57  | Una fame da lupi 「悟空君アラレの学校で大ピンチ!」 - Gokū-kun Arale no Gakkō de Dai Pinch! | 14 aprile 1999    |               |
| 58  | A ciascuno il suo desiderio 「始まるヨ! アラレと悟空スーパーバトル」 - Hajimaru yo! Arale to Gokū Super Battle | 21 aprile 1999    |               |
| 59  | Il drago 「悟空バイチャ! この世で一番強いヤツ」 - Gokū Baicha! Kono Yo de Ichiban Tsuyoi Yatsu | 28 aprile 1999    |               |
| 60  | Il concorso 「アラレ目撃!! タロウ命がけの恋!?」 - Arale Mokugeki!! Tarō Inochi ga Ke no Koi!? | 12 maggio 1999    |               |
| 61  | Troppa voglia di libertà 「アラレ感激! ペンギン村爆走族!!」 - Arale Kangeki! Penguin Mura Bakusōzoku!! | 26 maggio 1999    |               |
| 62  | Vicesindaco 「今夜決定!? ペンギン村の新村長!!」 - Konya Kettei!? Penguin Mura no Niimura Osa!! | 2 giugno 1999     |               |
| 63  | L'eroe volante 「アラレのヒーロー! 空飛ぶスッパマン」 - Arale no Hero! Sora Tobu Suppaman! | 9 giugno 1999     |               |
| 64  | La promessa 「千兵衛だらけでアラレパニック!?」 - Senbee Darake de Arale Panic!? | 16 giugno 1999    |               |
| 65  | Il diamante azzurro [1ª parte] 「ウンチよりでかいダイヤモンド!!」 - Unchi yori de Kai Diamond!! | 23 giugno 1999    |               |
| 66  | Il diamante azzurro [2ª parte] 「逃亡者アラレ! ガッちゃんを救」 - Tōbōsha Arale! Gacchan wo Sukue | 7 luglio 1999     |               |
| 67  | Un ospite a casa di Arale 「アラレん家にゴリラがいそうろう?」 - Arale n Ie ni Gorilla ga Isōrō? | 14 luglio 1999    |               |
| 68  | Avventure subacquee 「夏だ! 海だ! アラレだ! なんだ?」 - Natsu da! Umi da! Arale da! Nanda? | 11 agosto 1999    |               |
| 69  | La squadra di soccorso 「ペンギン村レスキュー隊24時!!」 - Penguin Mura Rescue Tai 24 Toki!! | 18 agosto 1999    |               |
| 70  | Un equivoco...mostruoso! [1ª parte] 「みどり爆発! 千兵衛のウンコたれ」 - Midori Bakuhatsu! Senbee no Unko Tare | 25 agosto 1999    |               |
| 71  | Un equivoco...mostruoso! [2ª parte] 「みどり爆発! 千兵衛のウンコたれ2」 - Midori Bakuhatsu! Senbee no Unko Tare 2 | 1º settembre 1999 |               |
| 72  | L'ultima invenzione 「アラレと恐怖の大王…カラオケ合戦」 - Arale to Kyōfu no Daiō... Karaoke Kessen | 8 settembre 1999  |               |
| SUM | Il segreto di Arale rivelato al grande pubblico! 「ほよよ!アラレの秘密大公開だよ!!」 - Hoyoyo! Arare no himitsu taikōkai dayo!! | 15 settembre 1999 |               |
| SUM | Episodio riassuntivo. |                   |               |
| 73  | Buon appetito! 「食欲の秋! ガッちゃんふえちった」 - Shokuyoku no Aki! Gacchan Fuechatta | 22 settembre 1999 |               |
| 74  | Viva la famiglia! 「みんな集合! せーのでバイチャ!!」 - Minna Shūgō! See no de Baicha!! | 22 settembre 1999 |               |